# Noshi Katsuhito
Noshi Katsuhito (野志 克仁) là chính khách người Nhật Bản. Hiện tại, ông đang giữ chức vụ làm thị trưởng thành phố Matsuyama kể từ ngày 1 tháng 11 năm 2010.